# São Caetano (Pernambuco)
São Caitano o São Caetano es un municipio brasileño del estado de Pernambuco. Administrativamente el municipio está formado por los distritos de Tapiraim, Maniçoba y por el poblado de Santa Luzia. Tiene una población estimada al 2020 de 65.368 habitantes.

## Historia
La población del municipio se inició en 1838 con la llegada del señor José Pedro de Pontes, proveniente del municipio pernambucano de Bezerros. Al año siguiente, edificó una iglesia en honor a  San Cayetano de Thiene.
Posteriormente, se desarrolló un poblado alrededor del templo de modo que en 1844 el poblado fue elevado a la categoría de freguesia, denominada Freguesia de São Caetano, y creando el distrito homónimo, perteneciente al municipio de Bezerros. Más tarde, la sede de la freguesia fue transferida para el poblado de Caruaru, retornando su situación anterior en 1859. La localidad se hizo villa en 1909. Dos años después, el distrito de São Caetano pasó a integrar parte del territorio del municipio de Caruaru.
Su emancipación fue el 11 de septiembre de 1928.